# Unsere Republik
Unsere Republik, „Ein deutsches Singspiel in vier Akten“ untertitelt, ist eine Theater-Revue über die Bundesrepublik Deutschland von Uwe Jens Jensen und Hansgeorg Koch aus dem Jahr 1980.
Uraufgeführt wurde das Stück am 20. September 1980 am Schauspielhaus Bochum als kultureller Beitrag zur Bundestagswahl 1980.

## Inhalt
Das Stück gliedert sich in vier Akte, welche thematisch jeweils ein Jahrzehnt der bundesrepublikanischen Geschichte bis zur Uraufführung 1980 bearbeiten. So thematisiert beispielsweise der 3. Akt die 1960er Jahre in ihren für das Fortkommen der BRD bedeutenden Facetten: Wesentlichen Anteil am Wohlstand dieser Zeit haben „unsere Freunde, die Griechen, die Jugoslawen, die Spanier, die Türken, die Italiener und die Portugiesen“ – der Schnellzug wird zum Sklavenschiff der Neuzeit, was anhand von Dichter-, Schlagertexten und Originaldokumenten verdeutlicht wird. Umfangreich wird auch die Deutsche Studentenbewegung der 1960er-Jahre verhandelt.

## Rezensionen
Benjamin Henrichs von Die Zeit schrieb 1980 zu dem Stück: „In diesem giftigen, gemeinen Wahlkampf 1980 ist nun doch noch etwas Gutes passiert: Ein Theater in der Provinz, das Schauspielhaus in Bochum, hat das provinzielle Treiben unserer führenden Staats-Schauspieler (und Oppositions-Darsteller) aus der Weltstadt Bonn gründlich blamiert — mit einer Wahlkampf Veranstaltung, die aggressiv, aber nie vulgär, parteiisch, aber nie fanatisch ist. Während sich unsere Politiker immer mehr wie schlechte Schauspieler aufführen (zum Schaden des Theaters und der Politik), haben die Bochumer Schauspieler gute Politik gemacht — nicht das ja auch vorstellbare Spektakel ‚Peymann stoppt Strauß‘ findet statt (samt anschließender Siegerehrung), keine Selbstfeier der theatralischen Linken, sondern ein auch nachdenklicher, auch melancholischer Abend (…).“